# Коссі Агасса
Коссі Агасса (фр. Kossi Agassa, нар. 2 липня 1978, Ломе) — тоголезький футболіст, воротар французкого нижчолігового клубу «Гранвілль».
Виступав, зокрема, за клуби «Етуаль Філант», «Мец» та «Реймс», а також національну збірну Того.

## Клубна кар'єра
Народився 2 липня 1978 року в місті Ломе. Вихованець футбольної школи клубу «Етуаль Філант». Дорослу футбольну кар'єру розпочав 1997 року в основній команді того ж клубу, в якій провів чотири сезони.
Протягом 2001—2002 років захищав кольори команди клубу «Африка Спортс».
Своєю грою за останню команду привернув увагу представників тренерського штабу клубу «Мец», до складу якого приєднався 2002 року. Відіграв за команду з Меца наступні чотири сезони своєї ігрової кар'єри.
Згодом з 2004 по 2010 рік грав у складі команд клубів «Мец-2», «Еркулес», «Реймс» та «Істр».
У 2010 році повернувся до клубу «Реймс». Цього разу провів у складі його команди шість сезонів. Більшість часу, проведеного у складі «Реймса», був основним голкіпером команди.
До складу клубу «Гранвілль» приєднався 2016 року.

## Виступи за збірну
У 1998 році дебютував в офіційних матчах у складі національної збірної Того. Наразі провів у формі головної команди країни 66 матчів, пропустивши 1 гол.
У складі збірної був учасником Кубка африканських націй 2000 року у Гані та Нігерії, Кубка африканських націй 2002 року у Малі, Кубка африканських націй 2006 року в Єгипті, чемпіонату світу 2006 року у Німеччині, Кубка африканських націй 2010 року в Анголі, Кубка африканських націй 2013 року у ПАР, Кубка африканських націй 2017 року у Габоні.